# Empresa Nacional de Exploração de Aeroportos e Navegação Aérea
Empresa Nacional de Exploração de Aeroportos e Navegação Aérea E.P. - ENANA és una empresa pública que opera als aeroports d'Angola i el controla el trànsit aeri civil a Angola. L'empresa va ser creada pel Decret N. 14 del 13 de febrer de 1980, separant de les operacions del dia a dia de la Direcção Nacional da Aviação Civil al Ministeri de transport. ENANA és una Empresa Publica que depèn del Ministeri de Transports.
El predecessor d'ENANA va ser creat l'11 de maig de 1955 per l'administració colonial portuguesa d'Angola.